# Placídia (mulher ilustre)
Placídia (em latim: Placidia) foi uma nobre romana do final do século V, ativa no Reino Ostrogótico. Uma mulher ilustre (em latim: illustris femina), possuía propriedades próximo de Consilino na Lucânia. Em 494/495, seus agentes são registrados reclamando de um de seus escravos que foi ilegalmente ordenado padre.